# Ларн
Ла́рн (англ. Larne, ирл. Latharna) — индустриальный город, расположенный в районе Антрим, Северная Ирландия. Является основным пассажирским и грузовым портом Северной Ирландии с тысячелетней историей в этом качестве. По данным на 2001 год в городе проживает 18228 человек. Административное управление осуществляется Городским советом Ларна. Вместе с соседними районами Кэррикфергюс и частично Ньютаунэбби формирует избирательный округ «Восточный Антрим» для выборов в Парламент Великобритании и Ассамблею Северной Ирландии.
Является побратимом города Кловер, Южная Каролина, США.